# Zálesie (district de Kežmarok)
Pour les articles homonymes, voir Zálesie.
Zálesie (allemand : Giebel in der Zips ) est un village de Slovaquie situé dans la région de Prešov.

## Histoire
Première mention écrite du village en 1520.

## Démographie

### Évolution de la population
| Année:               | 1994. | 2004.   | 2014.    | 2024.   |
| -------------------- | ----- | ------- | -------- | ------- |
| Nombre de personnes: | 96    | 104     | 87       | 83      |
| Différence:          |       | +8,33 % | -16,34 % | -4,59 % |

| Année:               | 2023. | 2024.   |
| -------------------- | ----- | ------- |
| Nombre de personnes: | 80    | 83      |
| Différence:          |       | +3,75 % |